# Gaspar Pinto
Pour les articles homonymes, voir Pinto.
Gaspar Pinto, de son nom complet Álvaro Gaspar Pinto, est un footballeur portugais né le 27 février 1912 à Oeiras et mort le 27 avril 1969. Il évoluait au poste d'arrière gauche.

## Biographie

### En club
Gaspar Pinto joue 11 saisons au Benfica Lisbonne.
Il dispute un total de 154 matchs en première division portugaise. Avec le Benfica Lisbonne, il est sacré champion à six reprises et remporte trois Coupes du Portugal,.

### En équipe nationale
International portugais, il reçoit sept sélections en équipe du Portugal entre 1934 et 1942, pour aucun but marqué.
Ses deux premiers matchs sont disputés en mars 1934 lors d'une double confrontation dans le cadre des qualifications pour la Coupe du monde 1934 contre l'Espagne. L'équipe portugaise perd alors ses deux matchs (0-9 à Madrid et 1-2 à Lisbonne).
Son dernier match a lieu le 1er janvier 1942 contre la Suisse en amical (victoire 3-0 à Lisbonne).

## Palmarès
Avec le Benfica Lisbonne :
- Champion du Portugal en 1936, 1937, 1938, 1942, 1943 et 1945
- Vainqueur de la Coupe du Portugal en 1940, 1943 et 1944
- Vainqueur du Campeonato de Portugal (ancêtre de la Coupe du Portugal) en 1935
- Champion de Lisbonne en 1940